# Cladocroce spatula
Cladocroce spatula is een sponssoort uit de familie Chalinidae. De wetenschappelijke naam van de soort werd voor het eerst geldig gepubliceerd in 1902 door Lundbeck als Chalina spatula.
Het lichaam van de spons bestaat uit kiezelnaalden en sponginevezels, en is in staat om veel water op te nemen.